# Orde d'Alfons XII
L'Orde Civil d'Alfonso XII és un ordre honorífica espanyola, la primera regulació de la qual es va establir per Reial decret, el 23 de maig de 1902, amb la finalitat de premiar els mèrits contrets en els camps de l'educació, la ciència, la cultura, la docència i la recerca. Tenia tres graus: Gran Creu, Comanador i Cavaller, i el lema era Altiora peto ("El meu objectiu més alt").
Fou entregada per darrer cop el 1929 al cirurgià estatunidenc d'origen català Rudolph Matas. L'ordre va quedar obsoleta en la dècada de 1930, però no fou abolida oficialment fins a l'aprovació del Reial decret 954/1988, de 2 de setembre, en què s'estableix la seva refundició amb la seva successora, l'Orde d'Alfons X el Savi, adaptant les normes a les condicions socials del temps present i als principis democràtics en què s'inspira l'ordenament jurídic espanyol.

## Algunes personalitats distingides amb l'orde
- Jacint Verdaguer
- Robert Baden-Powell
- Ernest Fourneau.
- Enric Granados.
- Guglielmo Marconi.
- José María Chacón Pery
- Emili Soler i Fors